# American Vampire
American Vampire est une série de comics créée par Scott Snyder, avec la participation de Stephen King, publiée mensuellement par Vertigo entre mars 2010 et janvier 2013 pour le premier cycle, puis de manière moins régulière pour la suite. Elle a été récompensée par un Eisner Award . Le titre principal est dessiné par Rafael Albuquerque.
American Vampire explore l'évolution des vampires à travers l'histoire des États-Unis d’Amérique, de la conquête de l'Ouest aux années 1970. D'autres spin-off complètent cet univers, comme Survival of the Fittest et Lord of Nightmares (respectivement dessinées par Sean Murphy et Dustin Nguyen),.

## Synopsis

### American Vampire
1880. James Book, de l'agence Pinkerton, escorte le bandit Skinner Sweet au Nouveau-Mexique pour le faire pendre. Sweet est tristement connu pour être l'un des pires assassins et dévaliseurs de banques de l'Ouest. Tout ne se déroule pas comme prévu et les complices de Sweet font dérailler le convoi. Alors que les bandits tentent de fuir après l’accident, ils sont rattrapés par Mr Percy, le propriétaire de la dernière banque dévalisée. Percy n'est pas un simple financier : il fait en réalité partie d'une très ancienne lignée de vampires européens. Grièvement mordu, Skinner Sweet est laissé pour mort et sa dépouille est enterrée dans un terrain bientôt immergé pour devenir un lac artificiel...
Près de 30 ans plus tard, Skinner Sweet est « réveillé » par des plongeurs et découvre qu'il est devenu un « buveur de sang »...Mais d'une espèce nouvelle, plus évoluée et d'une grande résistance au soleil. Profitant désormais de ses nouveaux pouvoirs, le bandit compte bien mener sa petite vengeance. James Book se lance sur ses traces, accompagné de Felix et Abilena Camillo et de l'écrivain Will Bunting qui relate le récit des évènements. Dans la lutte, Sweet contamine Book qui devient un vampire à son tour, puis se venge de Mr Percy. Après trois années de lutte contre sa nouvelle condition de vampire, James Book supplie Abilena de le tuer. Elle accepte à condition qu'ils passent une dernière nuit ensemble. De leur union nait Felicia Book...
- Los Angeles, 1925. Deux jeunes actrices, Pearl Jones et Hattie Hargrove, tentent de percer à Hollywood. Pearl fait la rencontre de l'acteur Chase Hamilton qui l'invite à une soirée d'un célèbre producteur. Mais elle est livrée en pâture aux vampires européens qui semble désormais avoir la main sur toute l'économie américaine. Pour lui sauver la vie et lui permettre de se venger, Skinner Sweet, qui depuis plus de quarante ans surveille les agissements des vampires du vieux continent, la contamine et fait d'elle le second spécimen de vampire américain. Trahie par son amie Hattie, à la solde des aristocrates buveurs de sang, Pearl trouve secours auprès d'Henry Preston, un modeste musicien. Ils deviennent amants...

- Las Vegas, 1935. On retrouve Felicia, la fille de James Book et d'Abilena Camillo, devenue membre des Vassaux de Vénus (The Vassals of the Morning Star), une organisation qui vise à détruire les vampires. Le jeune chef de la police Cashel "Cash" McCogan enquête sur une série de meurtres à laquelle Skinner Sweet, devenu proxénète, est mêlé. McCogan va découvrir une terrible vérité sur sa propre famille...

- 1943. Henry et Pearl participent à l'effort de guerre dans le Pacifique. Hobbes, le leader des Vassaux de Venus, propose à Henry de participer à une mission spéciale sur une île japonaise. Henry ne se doute pas que l’un des soldats montés à bord n’est autre que Skinner Sweet...

- 1954. À Los Angeles, Henry est gravement blessé par un groupe de vampires qui semble agir pour un mystérieux gourou. En échange des soins et de la sécurité de son mari, Pearl accepte de travailler pour les Vassaux de Vénus le temps d'une mission. Elle devra faire équipe avec Skinner Sweet, qu'elle croyait mort depuis plus de dix ans...

### American Vampire - Second Cycle
American Vampire - Second Cycle, lancé en 2014, marque le retour de Scott Snyder et Rafael Albuquerque aux commandes après un hiatus de plusieurs mois. Ce « second cycle » est la base d'une toute nouvelle série d'intrigues.
1965. Pearl Jones est retournée dans sa maison natale au Kansas, où elle se fait passer pour sa propre fille sous le nom d'Henrietta pour que son absence de vieillissement n'intrigue pas les voisins. Elle n'a plus de nouvelles des Vassaux de Vénus depuis dix ans. De son côté, Skinner Sweet est redevenu un hors-la-loi, multipliant les braquages sur les routes. Les deux vampires américains vont bientôt être les cibles d'un monstre terrifiant nommé « le Marchand Gris »...

### American Vampire - 1976
American Vampire - 1976, publié en 2020, termine l'histoire initialement imaginée par Scott Snyder et Rafael Albuquerque 10 ans auparavant pour leurs deux héros Skinner Sweet et Pearl Jones.
1976. Alors que Skinner Sweet est désormais redevenu mortel et travaille comme cascadeur, et que Felicia Book poursuit ses recherches pour trouver un moyen de lutter contre la Bête et son serviteur le Marchand Gris, Cal Poole recrute Travis Kidd pour chasser un tueur en série qui s'attaque aux anciens agents des Vassaux de Vénus.

### Autres histoires

#### American Vampire: Survival of the Fittest
1941. Le monde est en pleine guerre mondiale. Les Vassaux de Vénus envoient les agents Felicia Book et Cashel McGogan en Roumanie pour libérer le docteur Pavel qui pourrait avoir mis au point un remède contre le vampirisme. Malheureusement, ce botaniste est gardé par le Troisième Reich et sa 77e brigade, entièrement composée de vampires nazis. Pour vaincre ces vampires, Pavel espère pouvoir réveiller des créatures géantes endormies dans les profondeurs de la terre...

#### American Vampire: Lord of Nightmares
1954. La base locale des Vassaux de Vénus, en plein Londres, est attaquée. Un coffre inviolé depuis 1888 est ouvert. Il contient la dépouille de Dracula, le plus dangereux des vampires, qui s'apprête à reconstituer une armée. Felicia Book, qui vit désormais à Paris avec le fils de McCogan, est contacté par Hobbes pour reprendre du service...

#### American Vampire: The Long Road to Hell
1954. Entre violence, Rock 'n' roll et grosses voitures, Travis Kidd est un jeune chasseur de vampires dans l'Amérique des fifties...

#### American Vampire Anthology(deux tomes)
Une collection d'histoires courtes scénarisées et dessinées par différents artistes (Greg Rucka, Gail Simone, Francesco Francavilla, Becky Cloonan...)

## Les personnages

### Personnages principaux
- Skinner Sweet : hors-la-loi, Skinner Sweet, né en 1850 au Kansas, est arrêté par James Book en 1880. Il est tué lors de sa tentative d'évasion, mais contaminé par le sang d'un vampire européen. Il se réveille dans un cercueil, enterré « vivant » où il demeure jusqu'en 1909, libéré par des chercheurs de reliques. De retour en ville, il attire Book pour régler leurs comptes, en mettant la ville de Lakeview à feu et à sang. Il tue son ami Félix, contamine Book, mais est enterré dans une mine. Libérés par des mineurs, on le retrouve en 1936 sous l'identité de Jim Smoke, leader du club Frontier de Las Vegas ; il expose la femme du chef de la police à du sang de vampire alors qu'elle est enceinte ; elle mettra au monde un enfant déjà transformé. Sweet adore les friandises.
- Pearl Jones : jeune actrice en devenir, Pearl Jones et son amie Hattie Hargrove jouent les figurantes sur un film de Chase Hamilton, star du cinéma. En 1925, elles sont invités à une soirée chez le producteur du film ; Pearl découvre à ses dépens que ce dernier et ses amis sont des vampires venus d'Europe. Laissée morte après un assaut de ces vampires, la jeune femme est sauvée par Sweet, qui la met en contact avec son sang, et l'aide à assouvir sa vengeance. Trahie par son amie Hattie, à la solde des vampires européens, elle trouve secours auprès d'Henry Preston, dont elle se nourrit du sang. Plus tard, elle est contactée par les Vassaux de Vénus qui cherchent à savoir quelle est la faiblesse de la nouvelle lignée américaine des vampires, et refuse de leur répondre. À la suite d'un important combat contre des vampires au cours duquel Henry risque de mourir, ils décident de partir, sans savoir qu'Hattie est revenue et cherche à se venger d'eux. Pearl a un tournesol tatoué entre les omoplates.
- James Book : enquêteur de l'agence Pinkerton né en 1852, il arrête le criminel Skinner Sweet qui, pour se venger, fait empoisonner sa femme. Book et son associé Félix Camillo poursuivent alors des criminels dans l'Ouest Américain jusqu'au retour de Sweet. À Lakeview, il est contaminé par le sang de ce dernier, mais lutte contre sa nature pendant trois ans. Finalement, il demande à sa filleule de mettre fin à ses souffrances ; celle-ci accepte, contre une nuit d'amour au cours de laquelle sera conçue Félicia Book. Finalement ressuscité par Abinela grâce à du sang d'un ancien vampire, il fait allégeance à la Langue mais intègre les Vassaux de Vénus comme agent double. Il sera choisi en 1976 pour être l'hôte de la Bête, jusqu'à sa réincarnation.
- Félicia Book : fille de James Book et Abilena Camillo, née en 1912, son père était contaminé par le sang de Skinner Sweet lors de sa conception. Elle en a acquis des pouvoirs particuliers, notamment de pouvoir repérer les vampires. Elle est confrontée aux Vassaux de Vénus dès ses trois ans, lorsque sa mère rejoint l'organisation. Plus tard, elle-même agent de terrain entrainée par sa mère, elle est envoyée sur la piste de Sweet ; elle parvient à lui tirer dessus avec une balle en or. En 1941, elle infiltre avec l'agent McCogan un bataillon nazi pour récupérer un remède contre le vampirisme. Elle utilisera le seul échantillon restant pour guérir le fils de McCogan, qu'elle adopte. Devenue Directrice des Vassaux de Vénus, elle se met en retrait de l'organisation puis se sacrifiera lors du combat final contre la Bête.
- Cashel McCogan : Cashel McCogan est adopté lorsqu'il a six ans par Gus, le chef de la police de Las Vegas. Après l'assassinat de ce dernier, il rencontre Jack Straw et Félicia Book en 1936, avec lesquels ils enquêtent sur une série de meurtres. Cette enquête le mène à retrouver son père, en réalité vivant et depuis toujours un vampire d'une ancienne souche, gaélique. Sa femme est exposée à du sang de vampire par Skinner Sweet alors qu'elle est enceinte : son fils, Augustus "Gus", naît déjà transformé, et est gardé enfermé pendant son enfance, dans les locaux des Vassaux de Vénus. Cashel est en effet devenu un agent de la société; en 1941, il infiltre un bataillon nazi pour obtenir un remède contre le vampirisme, et se sacrifie pour que l'agent Book puisse ramener le seul échantillon restant.

### Les Vassaux de Vénus

#### Histoire de l'organisation
Les Vassaux de Vénus (Vassals of the Morning Star, ou V.M.S.) est une organisation initialement formée aux alentours de 12 000 av. J.-C. pour combattre la Bête (appelée Tiamat, mère des bêtes, Kur, le premier dragon, Azag) sous le nom de Frères de la Lumière.
En 1872, les Vassaux capturent Dracula et l'enferment dans un bunker de leur base londonienne, sous le pont de la Tour de Londres, dont il est libéré en 1954.
L'organisation est soutenue secrètement par la Couronne d'Angleterre, ainsi que d'autres pays. Elle dispose en particulier d'une quartier général dans le sous-sol du Musée d'histoire naturelle de New York, un autre sous l'Observatoire Griffith de Los Angeles, d'une antenne Roumaine,... Après la mort de John Fitzgerald Kennedy, le soutien du gouvernement Américain à l'organisation cesse largement, et les Vassaux perdent l'accès à de nombreuses bases, dont celle du Nevada (à Groom Lake, la zone 51). L'organisation conserve toutefois l'accès à certaines bases, dont les "bases noires" privées qui n'apparaissent pas sur les registres officiels, comme celles de Melbourne (utile pour sa proximité avec Cap Canaveral).
Les Vassaux ont laissé Dracula mener un génocide des espèces antérieures aux carpatiques. A l'occasion du passage de direction entre Hobbes et Book, la politique des Vassaux évolue, et au milieu des années 1960 se concentre sur la lutte exclusive contre l'espèce Carpatique. A cette fin, la stratégie menée par les Vassaux est d'engager dans l'organisation tout autre représentant d'une autre espèce.

#### Membres et alliés de l'organisation
- Hurin, héros fondateur de l'organisation, qui fut infecté par la Bête et devint son protecteur sous l'identité du Marchand Gris.
- Linden Hobbes, agent supérieur et Directeur des Vassaux. Anciennement agent de Scotland Yard, il a assassiné sa femme et son fils sous l'influence Dracula, ce qui l'a incité à intégrer les Vassaux de Vénus pour lutter contre les vampires. Mort en mission en 1954, au cours de laquelle il réussit à faire disparaître Dracula pendant plus de vingt ans.
- Abilena Book, agent supérieur des Vassaux, elle retourne sur le terrain avec Skinner Sweet. Au cours d'une mission, elle est mordue par un vampire ce qui lui donne des dons de voyance et lui permet de découvrir l'existence du Marchand Gris. Elle est renvoyée en 1949 et s'isole alors sous l'identité de Lisette Rodriguez, période pendant laquelle elle veille sur la rémission de James Book, qu'elle a fait revivre avec du sang d'ancien vampire volé aux Vassaux.
- James Book devient un agent des Vassaux après sa résurrection par Abilena. Il fait équipe pendant trois ans avec Pearl Jones.
- Felicia Book est agent des Vassaux jusqu'aux évènements de American Vampire Legacy : Sélection naturelle. En 1954, elle réintègre l'organisation, puis devient la Directrice principale des Vassaux après le décès de Linden Hobbes en 1955. Elle laisse sa place à Pearl Jones et devient Directrice adjointe.
- Pearl Jones, Directrice de facto des Vassaux de Vénus après la défection de Félicia Book.
- Cashel McCogan, agent des Vassaux mort en 1941 au cours de sa dernière mission (voir American Vampire Legacy : le Réveil du monstre) qui permit de trouver le remède utilisé sur son fils Gus.
- Augustus "Gus" McCogan rejoint les Vassaux de Vénus après le combat de Las Vegas contre la Bête en 1976.
- Travis Kidd est un chasseur de vampires et le protecteur de Gus McCogan pendant des années. Il devient lui-même un vampire en s'injectant le sang de Dracula, décapité par Mimiteh; devenu le Roi des Carpates sous le nom de Travula, il les commande en les envoyant combattre les sujets de la Bête. Il rejoint formellement les Vassaux de Vénus après le combat de Las Vegas contre la Bête en 1976.
- Bixby, agent responsable de la côte ouest ; il s'agit d'un agent double aux ordres de la Langue, la communauté de la Bête. Il devient un proche collaborateur du Président des Etats-Unis.
- Calvin "Cal" Poole, vampire américain créé par Pearl Jones et membre permanent des Vassaux.
- Skinner Sweet, premier vampire américain et membre contre son gré depuis les évènements de Taipan, contrôlé grâce à un mécanisme implanté dans son corps qui menace de le tuer en lui injectant de la poussière d'or. Il retrouve son indépendance au milieu des années 1950 grâce à Pearl Jones qui l'aide à enlever ce dispositif.
- Hope Gentry, guitariste surnommé "l'Homme-Signal" car il informe les membres de l'organisation des évènements récents grâce à des éléments codés dans son costume de scène.
- Will Bunting, archviste des Vassaux, il s'est mis en retrait de l'organisation à la suite de l'intégration de Sweet et du renvoi d'Abilena Book. Mort naturellement.
- Gene Bunting, neveu de Will et son successeur comme archiviste et historien des Vassaux, depuis le milieu des années 1940, disparu en mission.
- Mei Bunting, apparentée à Will et Gene, leur successeur et conceptrice de l'Omnibus, ouvrage informatisé qui consolide toute l'histoire des Vassaux.
- Henry Jones, le mari de Pearl, allié récurrent de l'organisation pour laquelle il va combattre lors des évènements Taipan.
- H.P. Lovecraft, ami des Vassaux, qui leur a légué le livre ayant appartenu à Harry Houdini, livre ayant conduit Gene Bunting jusqu'à la « bouche ensanglantée » de la Bête.

### Évolution des vampires
La série American Vampire repose sur la théorie de l'évolution appliquée aux vampires.
Le créateur de la série, Scott Snyder, explique en effet : « As the vampire bloodline, over the last couple thousand years, has hit different populations at different times, it occasionally mutates into a new species of vampires. And so there's this whole secret family tree of different species besides the dominant one that we're aware of – the one that is the classic, nocturnal, blood-drinking, burned-by-the-sunlight species that came to dominate Europe. »
Il s'agit de la toile de fond que Snyder utilise comme fil directeur de sa série, et dont il cherche à intégrer certains éléments et révélations dans chacun des arc narratifs développés.
Dans la série-mère American Vampire et ses mini-séries dérivées, des indices sont donnés quant à l'arbre de l'évolution des vampires. L'ébauche ci-dessous récapitule les principales informations disponibles sur les différentes espèces répertoriées des "abominations" (Homo Abominum).
|                                                       |                                                       |                                                       |                                                       |                                                                                                  |                                                                                                  |                                                                                                  |                                                                                                  |                                                                                                  |                                                                                                  |                                                                                            |                                                                                            |                                                                                            |                                                                                            | Anciens Première lignée Antérieure à Homo Sapiens                                          |                                                                                            | | | | | | |                                                      |                                                      |                                                      |                                                      |                                                      |                                                      |  |  |  |  |                                                                                              |                                                                                              |                                                                                              |                                                                                              |                                                                                              |                                                                                              |  |  |  |  |  |  |  |  |  |  |  |  |  |  |  |  |
|                                                       |                                                       |                                                       |                                                       |                                                                                                  |                                                                                                  |                                                                                                  |                                                                                                  |                                                                                                  |                                                                                                  |                                                                                            |                                                                                            |                                                                                            |                                                                                            |                                                                                            |                                                                                            | | | | | | |                                                      |                                                      |                                                      |                                                      |                                                      |                                                      |  |  |  |  |                                                                                              |                                                                                              |                                                                                              |                                                                                              |                                                                                              |                                                                                              |  |  |  |  |  |  |  |  |  |  |  |  |  |  |  |  |
|                                                       |                                                       |                                                       |                                                       |                                                                                                  |                                                                                                  |                                                                                                  |                                                                                                  |                                                                                                  |                                                                                                  |                                                                                            |                                                                                            |                                                                                            |                                                                                            |                                                                                            |                                                                                            | | | | | | |                                                      |                                                      |                                                      |                                                      |                                                      |                                                      |  |  |  |  |                                                                                              |                                                                                              |                                                                                              |                                                                                              |                                                                                              |                                                                                              |  |  |  |  |  |  |  |  |  |  |  |  |  |  |  |  |
|                                                       |                                                       |                                                       |                                                       |                                                                                                  |                                                                                                  |                                                                                                  |                                                                                                  |                                                                                                  |                                                                                                  |                                                                                            |                                                                                            |                                                                                            |                                                                                            |                                                                                            |                                                                                            | | | | | | |                                                      |                                                      |                                                      |                                                      |                                                      |                                                      |  |  |  |  |                                                                                              |                                                                                              |                                                                                              |                                                                                              |                                                                                              |                                                                                              |  |  |  |  |  |  |  |  |  |  |  |  |  |  |  |  |
| Espèce Gaélique Strigus Gaelic-Prime Espèce éteinte ? | Espèce Gaélique Strigus Gaelic-Prime Espèce éteinte ? | Espèce Gaélique Strigus Gaelic-Prime Espèce éteinte ? | Espèce Gaélique Strigus Gaelic-Prime Espèce éteinte ? | Espèce Gaélique Strigus Gaelic-Prime Espèce éteinte ?                                            | Espèce Gaélique Strigus Gaelic-Prime Espèce éteinte ?                                            |                                                                                                  |                                                                                                  |                                                                                                  |                                                                                                  | Espèce Carpatique Créée au début du XVe siècle Premier individu : Dracula Espèce dominante | Espèce Carpatique Créée au début du XVe siècle Premier individu : Dracula Espèce dominante | Espèce Carpatique Créée au début du XVe siècle Premier individu : Dracula Espèce dominante | Espèce Carpatique Créée au début du XVe siècle Premier individu : Dracula Espèce dominante | Espèce Carpatique Créée au début du XVe siècle Premier individu : Dracula Espèce dominante | Espèce Carpatique Créée au début du XVe siècle Premier individu : Dracula Espèce dominante | | | | | | | Espèce de Taipan Apparue aux alentours du XVe siècle | Espèce de Taipan Apparue aux alentours du XVe siècle | Espèce de Taipan Apparue aux alentours du XVe siècle | Espèce de Taipan Apparue aux alentours du XVe siècle | Espèce de Taipan Apparue aux alentours du XVe siècle | Espèce de Taipan Apparue aux alentours du XVe siècle |  |  |  |  | Espèce ? Homo abominum canis asiatic-2 Apparue avant le Ve siècle av. J.-C. Espèce éteinte ? | Espèce ? Homo abominum canis asiatic-2 Apparue avant le Ve siècle av. J.-C. Espèce éteinte ? | Espèce ? Homo abominum canis asiatic-2 Apparue avant le Ve siècle av. J.-C. Espèce éteinte ? | Espèce ? Homo abominum canis asiatic-2 Apparue avant le Ve siècle av. J.-C. Espèce éteinte ? | Espèce ? Homo abominum canis asiatic-2 Apparue avant le Ve siècle av. J.-C. Espèce éteinte ? | Espèce ? Homo abominum canis asiatic-2 Apparue avant le Ve siècle av. J.-C. Espèce éteinte ? |  |  |  |  |  |  |  |  |  |  |  |  |  |  |  |  |
| Espèce Gaélique Strigus Gaelic-Prime Espèce éteinte ? | Espèce Gaélique Strigus Gaelic-Prime Espèce éteinte ? | Espèce Gaélique Strigus Gaelic-Prime Espèce éteinte ? | Espèce Gaélique Strigus Gaelic-Prime Espèce éteinte ? | Espèce Gaélique Strigus Gaelic-Prime Espèce éteinte ?                                            | Espèce Gaélique Strigus Gaelic-Prime Espèce éteinte ?                                            |                                                                                                  |                                                                                                  |                                                                                                  |                                                                                                  | Espèce Carpatique Créée au début du XVe siècle Premier individu : Dracula Espèce dominante | Espèce Carpatique Créée au début du XVe siècle Premier individu : Dracula Espèce dominante | Espèce Carpatique Créée au début du XVe siècle Premier individu : Dracula Espèce dominante | Espèce Carpatique Créée au début du XVe siècle Premier individu : Dracula Espèce dominante | Espèce Carpatique Créée au début du XVe siècle Premier individu : Dracula Espèce dominante | Espèce Carpatique Créée au début du XVe siècle Premier individu : Dracula Espèce dominante | | | | | | | Espèce de Taipan Apparue aux alentours du XVe siècle | Espèce de Taipan Apparue aux alentours du XVe siècle | Espèce de Taipan Apparue aux alentours du XVe siècle | Espèce de Taipan Apparue aux alentours du XVe siècle | Espèce de Taipan Apparue aux alentours du XVe siècle | Espèce de Taipan Apparue aux alentours du XVe siècle |  |  |  |  | Espèce ? Homo abominum canis asiatic-2 Apparue avant le Ve siècle av. J.-C. Espèce éteinte ? | Espèce ? Homo abominum canis asiatic-2 Apparue avant le Ve siècle av. J.-C. Espèce éteinte ? | Espèce ? Homo abominum canis asiatic-2 Apparue avant le Ve siècle av. J.-C. Espèce éteinte ? | Espèce ? Homo abominum canis asiatic-2 Apparue avant le Ve siècle av. J.-C. Espèce éteinte ? | Espèce ? Homo abominum canis asiatic-2 Apparue avant le Ve siècle av. J.-C. Espèce éteinte ? | Espèce ? Homo abominum canis asiatic-2 Apparue avant le Ve siècle av. J.-C. Espèce éteinte ? |  |  |  |  |  |  |  |  |  |  |  |  |  |  |  |  |
|                                                       |                                                       |                                                       |                                                       |                                                                                                  |                                                                                                  |                                                                                                  |                                                                                                  |                                                                                                  |                                                                                                  |                                                                                            |                                                                                            |                                                                                            |                                                                                            |                                                                                            |                                                                                            | | | | | | |                                                      |                                                      |                                                      |                                                      |                                                      |                                                      |  |  |  |  |                                                                                              |                                                                                              |                                                                                              |                                                                                              |                                                                                              |                                                                                              |  |  |  |  |  |  |  |  |  |  |  |  |  |  |  |  |
|                                                       |                                                       |                                                       |                                                       |                                                                                                  |                                                                                                  |                                                                                                  |                                                                                                  |                                                                                                  |                                                                                                  |                                                                                            |                                                                                            |                                                                                            |                                                                                            |                                                                                            |                                                                                            | | | | | | |                                                      |                                                      |                                                      |                                                      |                                                      |                                                      |  |  |  |  |                                                                                              |                                                                                              |                                                                                              |                                                                                              |                                                                                              |                                                                                              |  |  |  |  |  |  |  |  |  |  |  |  |  |  |  |  |
|                                                       |                                                       |                                                       |                                                       | Espèce Amérindienne Créée en 1794 par Franklin Black ou Edward Norell Premier individu : Mimiteh | Espèce Amérindienne Créée en 1794 par Franklin Black ou Edward Norell Premier individu : Mimiteh | Espèce Amérindienne Créée en 1794 par Franklin Black ou Edward Norell Premier individu : Mimiteh | Espèce Amérindienne Créée en 1794 par Franklin Black ou Edward Norell Premier individu : Mimiteh | Espèce Amérindienne Créée en 1794 par Franklin Black ou Edward Norell Premier individu : Mimiteh | Espèce Amérindienne Créée en 1794 par Franklin Black ou Edward Norell Premier individu : Mimiteh |                                                                                            |                                                                                            |                                                                                            |                                                                                            |                                                                                            |                                                                                            | American Vampire Homo Abominum Americana Créée par Bram Percy en 1880 Premier individu : Skinner Sweet | American Vampire Homo Abominum Americana Créée par Bram Percy en 1880 Premier individu : Skinner Sweet | American Vampire Homo Abominum Americana Créée par Bram Percy en 1880 Premier individu : Skinner Sweet | American Vampire Homo Abominum Americana Créée par Bram Percy en 1880 Premier individu : Skinner Sweet | American Vampire Homo Abominum Americana Créée par Bram Percy en 1880 Premier individu : Skinner Sweet | American Vampire Homo Abominum Americana Créée par Bram Percy en 1880 Premier individu : Skinner Sweet |                                                      |                                                      |                                                      |                                                      |                                                      |                                                      |  |  |  |  |                                                                                              |                                                                                              |                                                                                              |                                                                                              |                                                                                              |                                                                                              |  |  |  |  |  |  |  |  |  |  |  |  |  |  |  |  |

Plusieurs autres espèces de vampires sont mentionnées, sans autres repères temporels, de lignage ou informations particulières (espèces Saharienne, Bavaroise, Étrusque, "zombie" de Géorgie,…). Des espèces ont été artificiellement créées, par les Carpatiques en 1650 ce qui mena à un échec car la nouvelle espèce n'était pas controlable, ou encore par les humains à partir d'une ancienne branche aquatique, à la demande de l'administration américaine sous la présidence de JFK pour espionner Cuba.
Les différentes espèces ont toutes des spécificités :
- l'espèce Carpatique, la plus proche du vampire traditionnel, est sensible au soleil, peut être tuée à l'aide du bois et est incapable de nager. La contamination conserve un résidu de l'ancienne personnalité humaine. Cette espèce est organisée en colonie, chacune étant contrôlée par un vampire; Dracula, le capatique-primal, peut contrôler tous les autres dans un large rayon autour de lui.
- l'espèce Américaine est plus forte, plus rapide, tire sa force du soleil. Elle est affaiblie par les nuits sans lune et peut être tuée à l'aide de l'or. Sa morsure comporte une neurotoxine paralysante.
- l'espèce de Taipan est sensible au soleil, vit dans des tanières, et peut blesser l'espèce Américaine.
- l'espèce Saharienne est sensible à l'ultraviolet C.

Dans le Second Cycle de l'histoire, Pearl Jones établi son propre arbre phylogénétique qui fait apparaître les liens entre les espèces de vampires et les créatures folkloriques ou mythologiques (fantômes, loup-garous, dragons, gargouilles, trolls...) auxquels les humains les ont identifiés.
Le scénario du Second cycle de l'histoire développe la notion de dynasties (ou lignées), en relation avec l'infection initiale, qui sont au nombre de six (d'où le nombre 666 de la Bête), et que les vampires amérindiens puis américains portent à sept. Chaque lignée doit contribuer à un corps différent de l'armée de la Bête, et la plus récente lui permettre de croitre et s'incarner.

## Analyse
Étiquetée « pour lecteurs avertis », American Vampire a été créé par Scott Snyder et Stephen King en cherchant à éviter à tout prix l'atmosphère plus sentimentale des récentes adaptations du mythe vampirique, et particulièrement la série Twilight, qu'ils détestent tous les deux. Stephen King a proposé à Snyder d'écrire une histoire à partir du pitch initial de Snyder, mais également d'aller plus loin; il note que la série peut être lue comme une métaphore de l'Amérique, son énergie mais également le côté sombre de celle-ci. 
À l'origine, la série devait être intitulée "The Hunted", et a été renommée American Vampire sur proposition de Mark Doyle. Elle a été refusée par DC Comics avant d'être exceptionnellement ré-étudiée et acceptée.
Snyder veut rendre les vampires terrifiants, sauvages et bestiaux, tels que dépeints dans les films qu'il apprécie, Near Dark (son film de vampire préféré), The Lost Boys et Let the Right One In. Il veut travaille le thème horrifique comme il est traité dans les films Simetierre ou la Nuit des Morts Vivants, dans lesquels les monstres sont également des reflets de la part sombre des autres personnages.
Cette série, que Snyder considère comme sa série préférée, lui permet également de revisiter les principales époques de l’Histoire américaine :
- les guerres indiennes (arc Beast in the Cave) ;
- la marche vers l'Ouest, scène des premiers numéros de la série ;
- les années suivant la Grande Dépression, et l'avènement de Las Vegas (arc Devil in the Sand) ;
- la Seconde Guerre mondiale, et notamment la guerre du Pacifique, en mentionnant l'île de Taipan (mélange de Saipan et Tinian) et en faisant référence à la bombe atomique (arc Ghost War).
- les fifties, avec des personnages typiquement inspirés d'Elvis Presley (dont Snyder et Albuquerque sont fans[17]) et de James Dean (arc Death Race).
- les années 70, initialement pensé comme étant la décennie de fin de l'histoire[16], "moment intéressant de célébration et paranoïa et anxiété". Snyder et Albuquerque étant nés dans les années 80, le scénariste préférait également imaginer des évènements antérieurs à leur jeunesse.

Cette occasion de traiter différentes époques permet au scénariste de mettre l'accent sur certains aspects sociaux et/ou politiques spécifiques à ces périodes (la discrimination faite aux femmes dans les années 1920, par exemple, dans les premiers numéros).
Du point de vue graphique, Mark Doyle présente à Scott Snyder les dessins que Rafael Albuquerque a réalisés pour la série Blue Beetle. Rafael Albuquerque réalise ensuite quelques concepts qui séduisent Snyder et le confirment sur American Vampire; le dessinateur indique s'être en partie inspiré des créatures d'Alien et de Predator pour le design des vampires, ainsi que des dieux japonais Tengu pour l'espèce de Taipan.

### Accueil critique
La série reçoit un accueil critique particulièrement favorable, et est ainsi récompensée par de prestigieux prix :
- Eisner Award 2011, dans la catégorie Meilleure nouvelle série ;
- Harvey Award 2011, dans la même catégorie.

La série est également régulièrement remarquée dans de célèbres classements :
- Meilleure nouvelle série 2010 du site IGN[20] ;
- Best Seller du New York Times en juin 2011[21].

### Clins d’œil
- De l'aveu du scénariste, les rapports entre les protagonistes principaux sont en partie inspirés de la relation entre Hannibal Lecter et Clarice Starling[8].
- Lorsque Pearl Jones se réveille à la morgue, l'étiquette placée sur l'orteil d'un mort porte le nom de Jack Torrance. Il s'agit du nom du personnage principal du roman Shining de Stephen King.
- Le vampire Bram Percy, qui a contaminé Skinner Sweet porte le prénom de Bram Stoker, créateur de Dracula. Il est également dit, en français dans le texte, « Le sang est la vie ». Il s'agit d'une citation du film Dracula de Francis Ford Coppola (« Le sang est la vie et j’en ferai la mienne »).
- Pour annihiler l'espèce de Taipan, Pearl explique que l'armée américaine a réduit à néant l'ensemble de l'île avec une "nouvelle sorte de bombe", référence aux essais du Projet Manhattan.
- Hope Gentry, le "Signal-Man" des Vassaux, est basé sur les chanteurs des années 60 qu'apprécie Snyder[11].
- Dans Lord of Nightmares #2, il est dit qu'Albert, duc de Clarence, lorsqu'il approche du tombeau de Dracula en 1888, est soumis à sa maléfique influence et tue cinq prostituées à Whitechapel. Il s'agit d'une référence aux meurtres de Jack l'Éventreur.

## Publication
Au cours du Comic-Con de New-York 2012, Scott Snyder annonce un hiatus d'environ un an dans la publication de la série régulière, après l'épisode one-shot spécial n°34. La suite de l'histoire se concentrera sur les sixties. Rafael Albuquerque a précisé sur son compte Twitter que cette pause ne durerait que six mois, et Scott Snyder a annoncé la reprise de publication pour mars 2014.
En prévision du retour de la série régulière, il est publié en juin 2013 un one-shot intitulé American Vampire: The Long Road to Hell qui voit notamment intervenir le personnage de Travis Kidd. En août 2013 est également publiée une anthologie (American Vampire: Anthology), scénarisée et dessinée par différents artistes.
La fin de l'histoire principale est contée dans les évènements de American Vampire - 1976, mais Scott Snyder envisage de revenir régulièrement à cet univers, y compris à l'époque contemporaine en revenant par histoires courtes sur l'évolution des Vassaux de Vénus, de la même manière de Mike Mignola travaille sur l'univers conté dans Hellboy et BPRD.

### Version originale
- American Vampire
  - American Vampire TPB Vol. 1 (#1-5, 2010)
  - American Vampire TPB Vol. 2 (#6-11, 2011)
  - American Vampire TPB Vol. 3 (#12-18, 2012)
  - American Vampire TPB Vol. 4 (#19-27, 2013)
  - American Vampire TPB Vol. 5 (#28-34, 2014)
- American Vampire: Survival of the Fittest (#1-5, 2011)
- American Vampire: Lord of Nightmares (#1-5, 2012)
- American Vampire: The Long Road to Hell (one-shot, 2013)
- American Vampire Second Cycle
  - American Vampire TPB Vol. 1 (#1-5, 2015)
  - American Vampire TPB Vol. 2 (#6-11, 2016)
- American Vampire: Anthology (#1, 2013)
- American Vampire: 1976 (#1-10, 2021)

### Version française

#### Panini Comics
- 1 Sang neuf (#1-5), février 2011
Scénario : Scott Snyder et Stephen King - Dessin : Rafael Albuquerque
- 2 Le Diable du désert (#6-11), octobre 2011
Scénario : Scott Snyder - Dessin : Rafael Albuquerque, Mateus Santolouco

#### Urban Comics

##### American Vampire
- 1 Sang neuf (#1-5)  (ISBN 9782365772297) , juin 2013
Scénario : Scott Snyder et Stephen King - Dessin : Rafael Albuquerque
- 2 Le Diable du désert (#6-11)  (ISBN 9782365772303), juin 2013
Scénario : Scott Snyder - Dessin : Rafael Albuquerque
- 3 Le Fléau du Pacifique   (ISBN 9782365772310) (#12-18), Urban Comics, juin 2013
Scénario : Scott Snyder - Dessin : Rafael Albuquerque
- 4 Course contre la mort[26] (ISBN 9782365772693) (#19-27), Urban Comics, octobre 2013
Scénario : Scott Snyder - Dessin : Rafael Albuquerque
- 5 La Liste Noire[27] (#28-34), mai 2014
Scénario : Scott Snyder - Dessin : Rafael Albuquerque
- 6 Une Virée en Enfer, septembre 2014
Scénario : Scott Snyder - Dessin : Rafael Albuquerque
- 7 Le Marchand Gris (#1-5), mars 2015
Scénario : Scott Snyder - Dessin : Rafael Albuquerque
- 8 La Septième Lignée (#6-11), juillet 2016
Scénario : Scott Snyder - Dessin : Rafael Albuquerque
- 9 Le Grand Mensonge (#1-6), aout 2021
Scénario : Scott Snyder - Dessin : Rafael Albuquerque
- 10 Adieux (#6-10), novembre 2021
Scénario : Scott Snyder - Dessin : Rafael Albuquerque

##### American Vampire Legacy
- American Vampire Legacy : Sélection naturelle, avril 2012
Scénario : Scott Snyder - Dessin : Sean Murphy
- American Vampire Legacy : Le Réveil du monstre, mai 2013
Scénario : Scott Snyder - Dessin : Dustin Nguyen

##### Intégrales
- 1 Volume 1 (#1-5, #12, #19-21, Anthology #1-2)  (EAN 9791026816539) , février 2020
Scénario : Scott Snyder et Stephen King - Dessin : Rafael Albuquerque
- 2 Volume 2 (#6-11, #13-18, Survival of the fittest #1-5)  (EAN 9791026822493) , octobre 2020
Scénario : Scott Snyder et Stephen King - Dessin : Rafael Albuquerque et Sean Murphy
- 3 Volume 3 (#22-34, Long Road to Hell #1, Lors of Nightmares #1-5)  (EAN 9791026820147) , février 2021
Scénario : Scott Snyder - Dessin : Rafael Albuquerque, Dustin Nguyen et Sean Murphy
- 4 Volume 4 (Second cycle #1-11, Anthology #1-2)  (EAN 9791026824916) , mai 2021
Scénario : Scott Snyder - Dessin : Rafael Albuquerque et Sean Murphy
- 5 Volume 5  (EAN 9791026821694) , novembre 2021
Scénario : Scott Snyder - Dessin : Rafael Albuquerque et Sean Murphy